# Скіапареллі (спускний апарат)

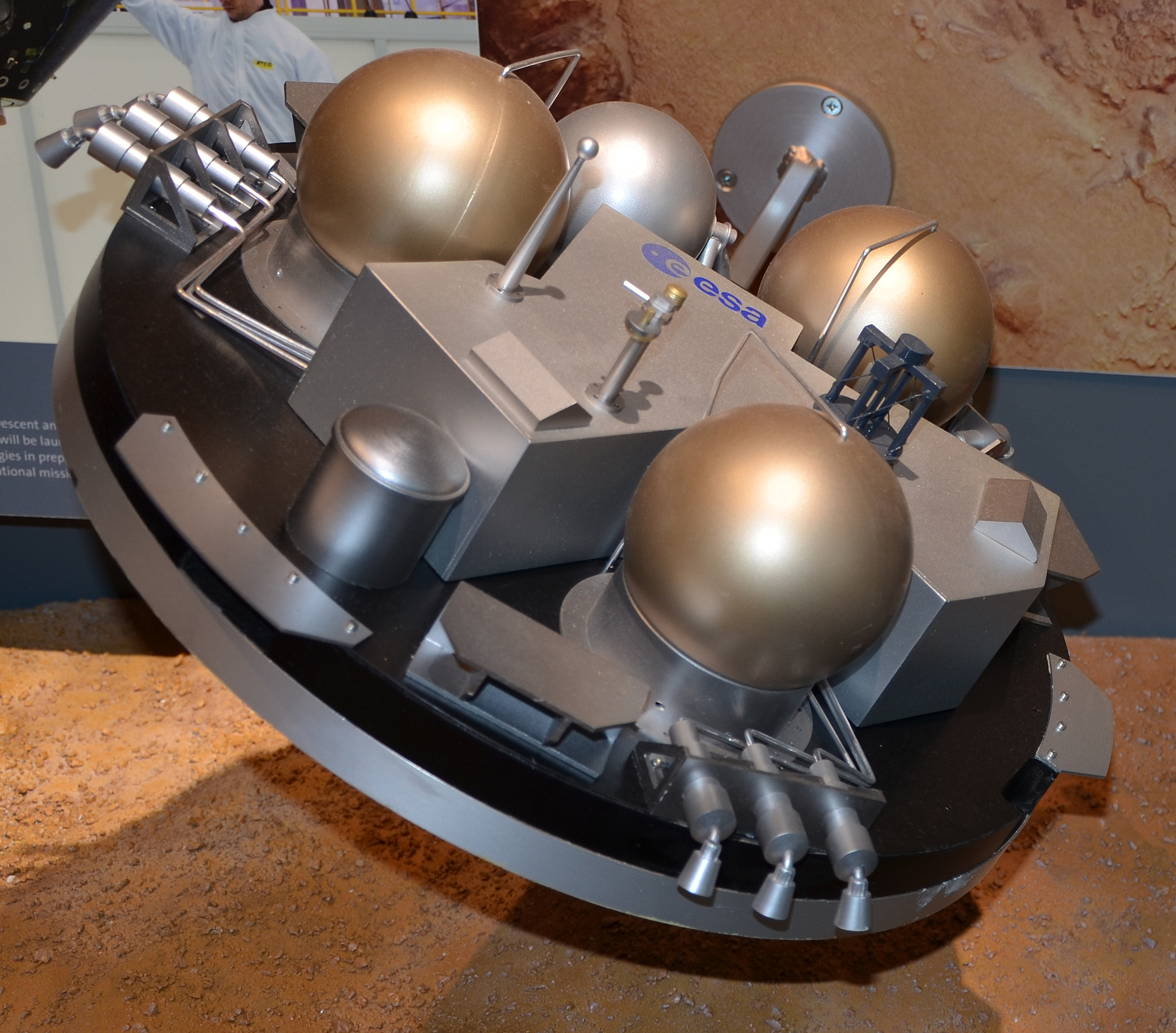
Макет спускного апарата «Скіапареллі»

«Скіапареллі» (англ. Schiaparelli − the Entry, Descent and Landing Demonstrator Module, скор. Schiaparelli EDM lander або Schiaparelli) — спускний апарат, призначений для посадки на поверхню Марса у рамках космічної програми «Екзомарс». Апарат розроблений і виготовлений Європейським космічним агентством. Отримав ім'я на честь Джованні Скіапареллі, італійського астронома і дослідника Марса. «Скіапареллі» є складовою частиною КА «Екзомарс» 2016 року, запущеного 14 березня. Під час посадки на Марс 19 жовтня 2016 року спускний апарат розбився.

## Завдання
Одним з основних завдань наукових програм до Марса є пошук фактів і доказів життя на планеті. Найкращим рішенням для цього завдання є посадка наукових лабораторій на поверхню Марса. Важливим етапом такої програми є успішне входження в атмосферу, контрольований спуск і м'яке торкання поверхні під час посадки.
«Скіапареллі» створений для відпрацювання технологій ЄКА з контрольованого спуску апаратів на поверхню Марса. Створення спускного апарата в рамках програми «Екзомарс» надає корисний досвід для промисловості Європейського Союзу і дозволяє провести експерименти над новими технологіями, які будуть задіяні в наступних наукових програмах до Марса.

## Конструкція
«Скіапареллі» сконструйований на основі технічних рішень, розрахованих і протестованих ЄКА під час попередніх досліджень за програмою «Екзомарс». Спускний модуль має кілька датчиків, які збирають дані щодо роботи основних систем і приладів, що і є основним завданням — перевірка працездатності апарата і відпрацювання м'якої посадки на поверхню Марса. Основними системами і приладами в конструкції апарата є: захисний кожух і теплозахисний екран, парашутна система, радар, рухова установка для зменшення швидкості падіння апарата на основі однокомпонентного палива — гідразину. Зібрані дані з приладів і датчиків будуть відправлені на Землю для оцінки, на основі яких буде або підтверджена працездатність існуючих систем, або внесені зміни в конструкцію наступних європейських апаратів з дослідження Марса.

## Політ та посадка
«Скіапареллі» є складовою частиною КА «Екзомарс» 2016 року, запущеного 14 березня. Відокремлення спускного апарата відбулося 17 жовтня 2016 року під час підльоту до Марса, до гальмування орбітального модуля для переходу на орбіту планети.
Посадку «Скіапареллі» на поверхню було заплановано на 19 жовтня 2016 року. Проте при здійсненні посадки Скіапареллі розбився. Він впав на поверхню Марса з більшої висоти, ніж планувалося, від двох до чотирьох кілометрів. Припускається, що модуль впав на швидкості близько 300 кілометрів на годину. Наприкінці листопада було повідомлено, що попередньою причиною катастрофи є помилка в блоці, система якого неправильно розрахувала висоту апарата. У той час, коли посадковий модуль увійшов в атмосферу Марса, блок, що вимірює кутові швидкості, видав системі управління некоректні дані про висоту, на якій знаходиться апарат. У результаті чого програмне забезпечення модуля раніше часу розкрило парашут, включило гальмівні двигуни і активувало систему посадки.